# Südmärkischer Dialekt
Südbrandenburgisch, auch Südmärkisch, ist ein ostmitteldeutscher Dialekt. Das Berlinische ist durch diesen Dialekt beeinflusst und wird z. T. hinzugerechnet. Die Besonderheit dieses Dialekts ist die Tatsache, dass er in einem großen Gebiet nieder- und hochdeutsche Merkmale in sich vereinigt. Dies ist durch die Überformung des einstigen mittelniederdeutschen Dialekts durch das den hochdeutschen Dialekten zugehörige Mitteldeutsch zu erklären.
Zum Südbrandenburgischen gehören u. a.:
- die Niederlausitzer Mundart, mitteldeutscher Dialekt auf südmärkischem und sorbischem Substrat
- der Berliner Dialekt, mitteldeutscher Dialekt auf mittelmärkischem Substrat (z. T. wird diesem ein Sonderstatus eingeräumt)

## Begriffsdisambiguierung
Die Bezeichnung „Südbrandenburgisch“ oder „Südmärkisch“ wird vereinzelt auch für das niederdeutsche Mittelmärkisch oder Teile davon verwendet, jedoch nur sofern das Mittelmärkische im Kontext des Niederdeutschen beschrieben und das dann dem Nordmärkischen gegenübergestellt wird (so bei Schröder 2004, S. 50). Da dies jedoch gleichzeitig die Bezeichnung der (jetzt) mitteldeutschen (aber historisch niederdeutschen) Dialekte Südbrandenburgs ist, führt das zu Ambiguitäten. Analog gilt das für die Bezeichnung des mittelmärkischen Diphthongierungsgebietes als „südmärkisch“ (so bei Stellmacher 1980, S. 465 f.).

## Merkmale
Spezifische Merkmale illustriert anhand der Niederlausitzer Mundart beinhalten:
- Lautverschiebung von p, t, k zu f (nicht pf), z/ß und ch:
  - Fanne ‚Pfanne‘, Fund ‚Pfund‘, heeßen ‚heißen‘, ich, weech ‚weich‘[3]
  - daneben aber auch Appel ‚Apfel‘, plüen/plien ‚pflügen‘ in der Niederlausitz[3]
- Bewahrung der niederdeutschen Monophthonge ê und ô statt hochdeutsch ei und au (allerdings gilt die Diphthongierung auch im Ostmitteldeutschen und großteils im Westmitteldeutschen):
  - Been, breet, Boom, kofen, lofen,[3] vgl. mittelmärkisch Been, breet, Boom, kopen, lopen
- Entrundung von ö, ü und eu:
  - hibsch ‚hübsch‘, Biecher ‚Bücher‘, Lecher ‚Löcher‘, scheen ‚schön‘, Scheine ‚Scheune‘[3]
- Slawische Einflüsse, v. a. aus dem Niedersorbischen:
  - fehlender Artikel (foahre noach Schmiede)[4]
  - Schwankung im Gebrauch von anlautendem h- (eezen ‚heizen‘, Eistall ‚Heustall‘)[4]
  - Gebrauch des Reflexivpronomens (die Katze leeft sich ‚die Katze ist läufig‘, wörtlich ‚die Katze läuft sich‘)[4]